# Mandy Mooreová
Amanda Leigh „Mandy“ Mooreová, nepřechýleně Moore, (* 10. dubna 1984 Nashua, New Hampshire, USA) je americká herečka, zpěvačka, módní návrhářka a modelka. V roce 1999 nahrála své první sólové album So Real. Do roku 2016 vydala ještě dalších 5 alb. První velká filmová role přišla ve snímku Deník princezny z roku 2001, kde si zahrála po boku Anne Hathawayové a Julie Andrewsové postavu princezniny spolužačky Lany, v tomto filmu si také zazpívala. V témže roce začala pracovat i jako modelka. V následujícím roce natočila v hlavní roli kontroverzní snímek Dlouhá cesta z roku 2002, kde také zpívala. Aktuálně hraje na stanici NBC v seriálu Tohle jsme my. Za svojí roli získala nominaci na Zlatý glóbus. S celým obsazením získala pak cenu Screen Actors Guild Award.
Dne 25. března 2019 získala hvězdu na slavném Chodníku slávy v Los Angeles.

## Životopis
Narodila se 10. dubna 1984 v Nashua v New Hampshire. Její matka je Stacy (rozená Friedman), bývalá reportérka a její otec je Donald Moore, pilot pro American Airlines. Má staršího bratra Scotta a mladšího bratra Kyla.

## Kariéra
Ve 13 letech začala tvořit vlastní hudbu. Při práci ve studiu v Orlandu ji zaslechl pošťák Victor ze zásilkové služby, který měl kamaráda u nahrávací společnosti Epic Records, a později svému kamarádovi poslal kopii jejího nedodělaného dema. Společnost s ní uzavřela smlouvu a Mandy začala pracovat na debutovém albu. V roce 1999 vyjela na turné s popovou skupinou NSYNC, později v tomtéž roce také se skupinou Backstreet Boys. Debutový singl „Candy“ měl premiéru 17. srpna 1999 a umístil se na 88. místě v žebříčku Billboard Hot 100, později vystoupal až na 41. místo. Za prodej více než 500 000 nosičů získala zlatou certifikaci od RIAA. Debutové album So Real vyšlo 7. prosince 1999. Dalšími singly z alba byly „Walk Me Home“ a „So Real“. Druhé album I Wanna Be with You bylo vydáno 9. května 2000. Za album získala cenu Kid's Choice Award v kategorii Stoupající hvězda. Album Mandy Moore vyšlo 19. června 2001, jeho singly byly „In My Pocket“ a „Crush“.
V roce 2001 propůjčila svůj hlas malému medvídkovi ve filmu Dr. Dollitle 2. Později získala vedlejší roli po boku Anne Hathawayové v komediálním filmu Deník princezny. Hrála roli Lany Thomasové, nepřítelkyně Mii Thermpolisové (Hathawayová). Film měl celosvětový úspěch. V roce 2002 zazářila v hlavní roli filmu Dlouhá cesta po boku Shana Westa podle stejnojmenné novely Nicholase Sparkse. Píseň „Cry“, kterou ve filmu zpívala, se objevila na jejím třetím studiovém albu a byla vydána jako třetí singl k propagaci filmu. V roce 2003 pracovala na čtvrtém albu, které bylo později vydáno pod názvem Coverage, singly z alba byly „Have a Little Faith in Me“ a „Senses Working Overtime“. V listopadu 2004 vyšlo album jejích nejlepších písní The Best of Mandy Moore. Další kompilace Candy vyšlo v roce 2005.
V roce 2003 se objevila ve filmu Láskou praštěná. O rok později si zahrála ve filmu Hon za svobodou a také v Černé ovci, kde si zahrála s Macaulayem Culkinem. V roce 2005 propůjčila hlas bílému koni ve filmu Rychlý Stripes. Jako host se objevila ve dvou epizodách sitcomu Scrubs: Doktůrci, svůj hlas propůjčila do epizody animovaného seriálu Simpsonovi. S Hughem Grantem, Dennisem Quaidem a Willemem Dafoem se objevila v satirické komedii Hledáme Ydol. Ve filmu Medvědí bratři 2 propůjčila svůj hlas postavě Nita.
Když její kontrakt u Epic Records skončil, podepsala smlouvu se společností Sire Records, ale ukončila ho již v květnu 2006. V červenci však podepsala smlouvu s EMI Music. V roce 2007 vydala album Wild Hope. S Diane Keatonovou si zahrála ve filmu Vdáš se, a basta! a s Robinem WIlliamsem ve filmu Kněz je poděs (oba 2007). Její šesté album Amanda Leigh vyšlo 26. května 2009 a umístilo na se na 25. místě žebříčku Billboard 200.
V roce 2012 se objevila po boku Kellana Lutze v romantickém filmu Láska, svatba, manželství. Svůj hlas propůjčila Rapunzel ve filmu Na vlásku. Za píseň z filmu, kterou nazpívala se Zacharym Levim, získal nominaci na Oscara v kategorii Nejlepší původní píseň a vyhrála cenu Grammy. V roce 2015 získala vedlejší roli doktorky Erin Graceové v seriálu stanice Fox Red Band Society, seriál byl však po první řadě zrušen. V červenci 2016 se objevila v hudebním videoklipu k písni Rachel Plattenové „Fight Song“. Od září 2016 hraje v dramatickém seriálu Tohle jsme my. Za svojí roli získala nominaci na Zlatý glóbus.
V roce 2018 si zahrála jednu z hlavních rolí ve filmu Temné síly. Svůj hlas opět propůjčila postavě Rapunzel do animovaného filmu Raubíř Ralf a internet. Film získal nominaci na Zlatý glóbus a cenu Critics' Choice Movie Awards. Dne 25. března 2019 získala hvězdu na slavném Chodníku slávy v Los Angeles.

## Osobní život
V letech 2004 až 2006 byl jejím partnerem herec Zach Braff. V roce 2008 začala chodit se zpěvákem Ryanem Adamsem. Dvojice se zasnoubila v únoru 2009 a vzali se 10. března 2009. V lednu 2015 Mooreová požádala o rozvod. Rozvod byl uskutečněn v červnu 2016.
Od července 2015 chodila s kytaristou kapely Dawes Taylorem Goldsmithem. Dne 13. září 2017 potvrdila zasnoubení. Dvojice se vzala dne 13. listopadu 2018 v Los Angeles. Mají spolu syny Augusta (* 2021), Oscara (* 2022) a dceru Louise (* 2024)

## Diskografie
- So Real (1999)
- I Wanna Be with You (2000)
- Mandy Moore (2001)
- Coverage (2003)
- Wild Hope (2007)
- Amanda Leigh (2009)

## Filmografie

### Film
| Rok  | Název                       | Role                    | Poznámky    |
| ---- | --------------------------- | ----------------------- | ----------- |
| 2001 | Dr.Dolittle 2               | Medvídek (hlas)         |             |
| 2001 | Deník princezny             | Lana Thomas             |             |
| 2002 | Dlouhá cesta                | Jamie Sullivan          |             |
| 2002 | Sladkých sedmnáct           | Lisa                    |             |
| 2003 | Láskou praštěná             | Halley Martin           |             |
| 2004 | Hon za svobodou             | Anna Foster             |             |
| 2004 | Černá ovoce                 | Hilary Faye Stockard    |             |
| 2005 | Rychlý Stripes              | Sandy (hlas)            |             |
| 2005 | Romance a cigarety          | Baby Murder             |             |
| 2006 | Medvědí bratři 2            | Nita (hlas)             |             |
| 2006 | Hledáme Ydol                | Sally Kendoo            |             |
| 2007 | Vdáš se, a basta!           | Milly Wilder            |             |
| 2007 | Dedication                  | Lucy Riley              |             |
| 2007 | Kněz je poděs               | Sadie Jones             |             |
| 2007 | Apokalypsa                  | Madeline Frost Santaros |             |
| 2009 | Swinging with the Finkels   | Ellie Finkel            |             |
| 2010 | Na vlásku                   | Locika (hlas)           |             |
| 2011 | Láska, svatba, manželství   | Ava                     |             |
| 2012 | Hotel Noir                  | Evangeline Lundy        |             |
| 2012 | Na vlásku šťastně až navěky | Locika (hlas)           | krátký film |
| 2017 | 47 metrů                    | Lisa                    |             |
| 2018 | Temné síly                  | Cate                    |             |
| 2018 | Raubíř Ralf a internet      | Locika (hlas)           |             |
| 2019 | The Big Break               | Natasha                 | krátký film |
| 2019 | Bitva u Midway              | Anne Best               |             |

### Televize
| Rok        | Název                          | Role                    | Poznámky                                             |
| ---------- | ------------------------------ | ----------------------- | ---------------------------------------------------- |
| 2000       | 2GE+HER: The Series            | Samu sebe               | díl: „Bunny“                                         |
| 2000       | All That                       | Samu sebe               | díl: „Mandy Moore“                                   |
| 2003       | Clone High                     | Samu sebe               | díl: „Snowflake Day: A Very Speical Holiday Episode“ |
| 2003       | Napálené celebrity             | Samu sebe               | 1 díl                                                |
| 2005       | Criss Angel: Mistr magie       | Samu sebe               | díl: „Blind“                                         |
| 2005       | Vincentův svět                 | Samu sebe               | 5 dílů                                               |
| 2006       | Scrubs: Doktůrci               | Julie Quinn             | 2 díly                                               |
| 2006       | Simpsonovi                     | Tabita Vixx (hlas)      | díl: „Manželská poradna Homera a Marge“              |
| 2007       | Jak jsem poznal vaši matku     | Amy                     | díl: „Počkej si“                                     |
| 2010       | Chirurgové                     | Mary Portman            | 4 díly                                               |
| 2012–2013  | Tron: Povstání                 | Mara (hlas)             | hlavní role, 13 dílů                                 |
| 2012       | Winx Club                      | Různé hlasy             | anglický dabing                                      |
| 2013       | The Advocates                  | Shannon Carter          | TV film                                              |
| 2013       | High School USA!               | Cassandra Barren (hlas) | hlavní role, 12 dílů                                 |
| 2013       | Vánoce v Conway                | Natalie Springer        | TV film (Hallmark)                                   |
| 2014       | Sofie První                    | Rapunzel (hlas)         | díl: „Kletba princezny Ivy“                          |
| 2014–2015  | Red Band Society               | Dr. Erin Grace          | vedlejší role, 5 dílů                                |
| 2014       | Kočka Callie na Divokém západě | Šerifka Callie (hlas)   | hlavní role                                          |
| 2016–2022  | Tohle jsme my                  | Rebecca Pearson         | hlavní role                                          |
| 2017–dosud | Na vlásku: Seriál              | Rapunzel (hlas)         | hlavní role                                          |
| 2018       | Drunk History                  | Clara Barton            | díl: „Heroines“                                      |
| 2019       | Griffinovi                     | Courtney (hlas)         | díl: „No Giggity, No Doubt“                          |

### Videohry
| Rok  | Název                                | Role                | Poznámky |
| ---- | ------------------------------------ | ------------------- | -------- |
| 2002 | Kingdom Hearts                       | Aerith Gainsborough |          |
| 2013 | Kingdom Hearts HD 1.5 Remix          | Aerith Gainsborough |          |
| 2013 | Disney Infinity                      | Rapunzel            |          |
| 2014 | Disney Infinity: Marvel Super Heroes | Rapunzel            |          |
| 2015 | Disney Infinity 3.0                  | Rapunzel            |          |
| 2019 | Kingdom Hearts III                   | Aerith Gainsborough |          |

## Ocenění a nominace
| Rok  | Ocenění                              | Kategorie | Práce             | Výsledek  |
| ---- | ------------------------------------ | --- | ----------------- | --------- |
| 2002 | MTV Movie Award                      | objev roku: žena | Dlouhá cesta      | vítězství |
| 2002 | Teen Choice Awards                   | nejlepší filmová herečka: akční/drama/dobrodružný                                                                     | Dlouhá cesta      | nominace  |
| 2002 | Teen Choice Awards                   | objev roku: herečka                                                                                                   | Dlouhá cesta      | vítězství |
| 2002 | Teen Choice Awards                   | nejlepší polibek (sdíleno s Shanem Westem)                                                                            | Dlouhá cesta      | vítězství |
| 2002 | Young Hollywood Awards               | superstar zítřka: žena                                                                                                |                   | vítězství |
| 2003 | DVD Exclusive Awards                 | nejlepší skladba (za píseň: „Singin' to the Song of Life“)                                                            | Tarzan a Jane     | nominace  |
| 2003 | Teen Choice Awards                   | nejlepší zpěvačka/herečka                                                                                             |                   | vítězství |
| 2003 | Young Hollywood Awards               | nezastavitelná vize                                                                                                   |                   | vítězství |
| 2004 | Teen Choice Awards                   | nejlepší filmová herečka: akční/drama/dobrodružný                                                                     | Hon za svobodou   | nominace  |
| 2004 | Teen Choice Awards                   | nejlepší výbuch vzteku                                                                                                | Černá ovoce       | nominace  |
| 2004 | Teen Choice Awards                   | nejlepší slizoun | Černá ovoce       | nominace  |
| 2006 | Stinker Award                        | nejhorší skladba ve filmu nebo závěrečných titulcích (za píseň: „Dreamz with a Z“)                                    | Hledáme Ydol      | nominace  |
| 2011 | Alliance of Women Film Journalists   | nejlepší animovaná postava                                                                                            | Na vlásku         | nominace  |
| 2011 | Critics Choice Movie Awards          | nejlepší skladba (sdíleno s Zachary Levi, Alan Menken, Glenn Slater - za píseň: „Singin' to the Song of Life“         | Na vlásku         | nominace  |
| 2011 | Online Film & Television Association | nejlepší skladba (sdíleno s Zachary Levi, Alan Menken, Glenn Slater - za píseň: „Singin' to the Song of Life“         | Na vlásku         | nominace  |
| 2011 | World Soundtrack Awards              | nejlepší filmová skladba (sdíleno s Zachary Levi, Alan Menken, Glenn Slater - za píseň: „Singin' to the Song of Life“ | Na vlásku         | nominace  |
| 2017 | Zlatý glóbus                         | nejlepší herečka ve vedlejší: seriál, limitovaný seriál nebo televizní film                                           | Tohle jsme my     | nominace  |
| 2017 | MTV Movie + TV Awards                | nejlepší herečka | Tohle jsme my     | nominace  |
| 2017 | People's Choice Awards               | nejlepší herečka v novém televizním seriálu                                                                           | Tohle jsme my     | nominace  |
| 2017 | Teen Choice Awards                   | nejlepší letní filmová hvězda: žena                                                                                   | 47 metrů          | nominace  |
| 2018 | Behind the Voice Actors Awards       | nejlepší vokální výkon herečky v TV speciálu/DVD filmu nebo krátkometrážním filmu                                     | Na vlásku: Seriál | vítězství |
| 2018 | Behind the Voice Actors Awards       | nejlepší vokální výkon obsazení v TV speciálu/DVD filmu nebo krátkometrážním filmu                                    | Na vlásku: Seriál | nominace  |
| 2018 | Gold Derby Awards                    | nejlepší obsazení | Tohle jsme my     | nominace  |
| 2018 | Gold Derby Awards                    | nejlepší seriálová herečka: drama                                                                                     | Tohle jsme my     | nominace  |
| 2018 | Online Film & Television Association | nejlepší seriálová herečka: drama                                                                                     | Tohle jsme my     | nominace  |
| 2018 | Screen Actors Guild Awards           | nejlepší seriálové obsazení: drama                                                                                    | Tohle jsme my     | vítězství |
| 2019 | Screen Actors Guild Awards           | nejlepší seriálové obsazení: drama                                                                                    | Tohle jsme my     | vítězství |